# Gelre
Claes Heinen (vagy Heynensoen), avagy ismertebb nevén Gelre herold (1340/1345 k.-1414), Ruyers címerkirálya, II. Jean de Châtillon, Blois grófjának, Gelderland hercegének a szolgálatában álló herold volt.
A neve előfordul Geldre, Gelderland, Gueldre, Claes Heijnen, Heneysoen, Heinenzoon, Heijnenszoon alakban is.
Az általános nézet szerint Gelre herold személye megegyezik Beyeren (néha Gelre) herold személyével, aki a Beyeren címerkönyv (Wapenboek van Beyeren) összeállítója, a Holland krónika (Die Hollantsche cronike) és a Világkrónika (Wereldkroniek) írója.
Mielőtt Beyeren Albert, Hollandia grófjának szolgálatába került volna, a gelrei udvarban volt herold, valószínűleg Mechteld van Gelrenél, aki 1372-ben férjhez ment Châtillon Jánoshoz, Blois grófjához.
A neve az általa 1370-1395 között (más források szerint 1340-1370 között) összeállított címerkönyvről ismert, melynek kéziratát (ms. 15652-56) a belga Királyi Könyvtár őrzi Brüsszelben (Bibliothèque Royale de Bruxelles, Koninklijke Bibliotheek).
A mű az egyik legfontosabb középkori címerkönyv. 121 pergamenlapból áll, melyek hat részre oszlanak. Az I-V. rész tulajdonképpen a VI., legfontosabb rész kiegészítése. A mű pergamenlapjain összesen 1755 blazon (címerleírás) és színes kép található egész Európából, melyek között túlsúlyban vannak a flamand és a rajnai tartományokból származó címerek.  Az első rész (fol. 1ro-21vo) számos költeményt tartalmaz (III. János, Brabant hercege 17 lovagjának kalandjai és a gróf válasza; lovagokról szóló címerköltemények, akik az 1345-ös stavoreni csatába estek el; a brabanti hercegek és Hollandia grófjainak krónikája, és tizenkét különböző királyról szóló költemény). A második rész (fol. 22ro-123ro) 1553 címert tartalmaz, országok szerint csoportosítva, az első helyen az uralkodó, majd a vazallusai címereivel.
Némileg helytelen formában leírja Nagy Lajos magyar király címerét és közli a képét is. A leírás szerint a címerben vörös alapon szerepel egy aranykoronás ezüst sas, Lengyelország címere, zöld halmon álló ezüstkereszt, három levágot, jobbra néző arany koronás ezüst oroszlánfej, Dalmácia címere. A pajzson leeresztett rostélyú csöbörsisak fekete sisaktakaróval, a siaskon aranykoronával, melyen két ezüst strucctoll között aranykoronás, vörössel fegyverzett növekvő ezüst struccfej látható, a csőrében aranypatkóval.
Kiadásai:
- Bouton, Victor: Wapenboeck ou armorial de 1334 à 1372, précédé de poésies héraldiques par Gelre, héraut d'armes. Párizs-Brüsszel, 1881-1905.
- GELRE – B. R. Ms. 15652-56, Uitgevereij – Editions Jan van Helmont, Leuven 1992; előszó, Mme. C. Van den Bergen-Pantens.
- P. Adam-Even, L’armorial universel du héraut Gelre (1370-1395); Claes Heinen, roi d’armes des Ruyers (Archieves héraldiques suisses 1971)

Őt tartják a Bellenville címerkönyv (1370 k.-1385) szerzőjének is, mely kb. 1722 címerpajzsot tartalmaz, és ezek közül 478 a sisakot és a sisakdíszt is feltünteti. Tartalmazza 24 lengyel lovag címerét is (2 címert kétszer rajzoltak le). Egyike a legteljesebben fennmaradt címerkönyveknek.
- Kiadása: Jequier, L. (szerk.), L'Armorial Bellenville. In: Cahier d'Heraldique, Paris, vol. 5/1983.
- Beszámolók róla: Recueil du Ile Congres international des sciences genealogique et héraldique. Liége, 1972. május 29-június 2.

## Galéria

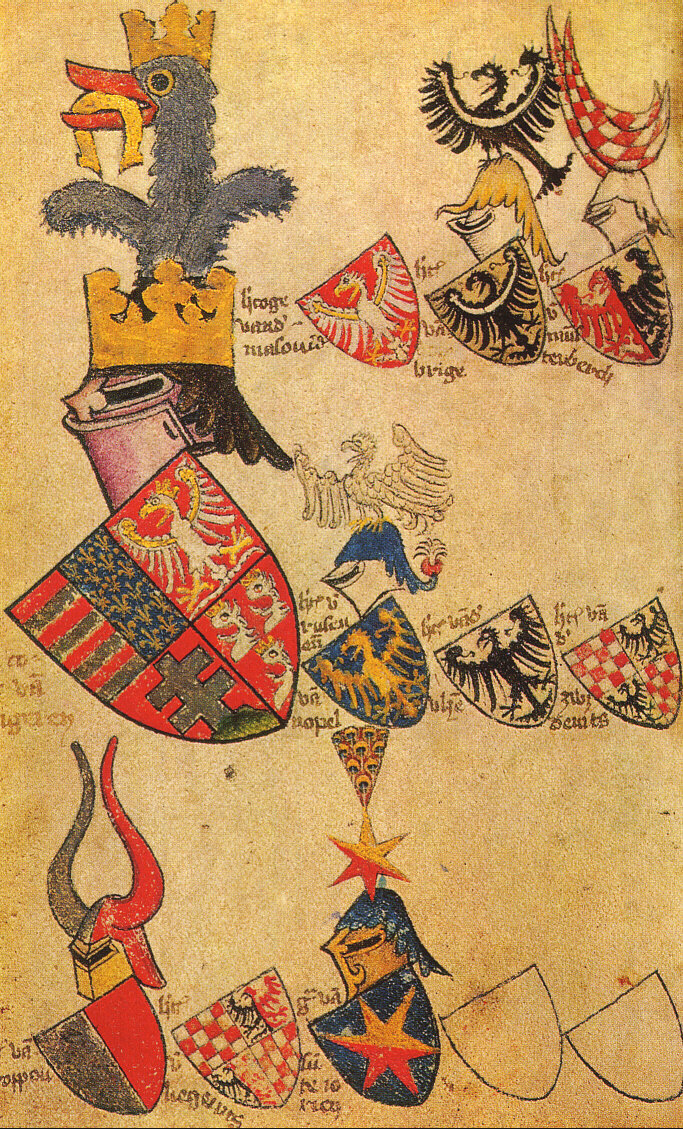
52v lap: I. (Nagy) Lajos magyar király címere, sisakdíszeként arany koronából két strucctoll között növekvő, csőrével arany patkót tartó struccfej. Alul a kék alapon arannyal és vörössel harántvágott csillag a Szentgyörgyi grófok címere

Gelre herold címerkönyve
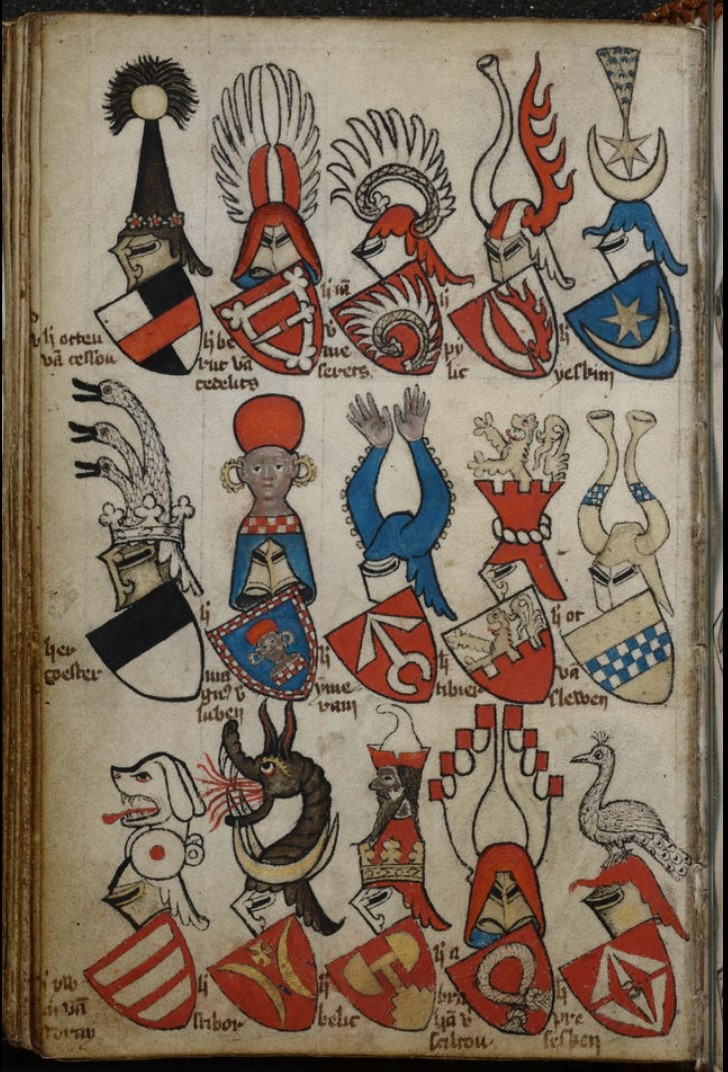
53v lap: A Stibor család címere (alsó sor balról a második)
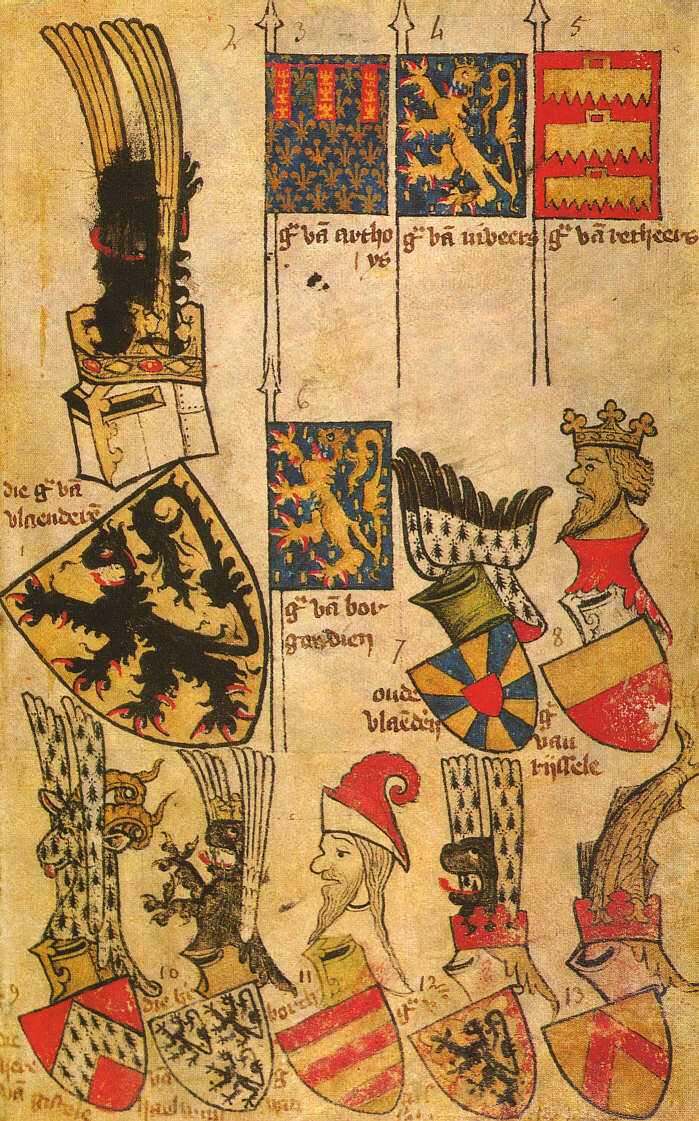
80r lap, a flandriai grófság címere
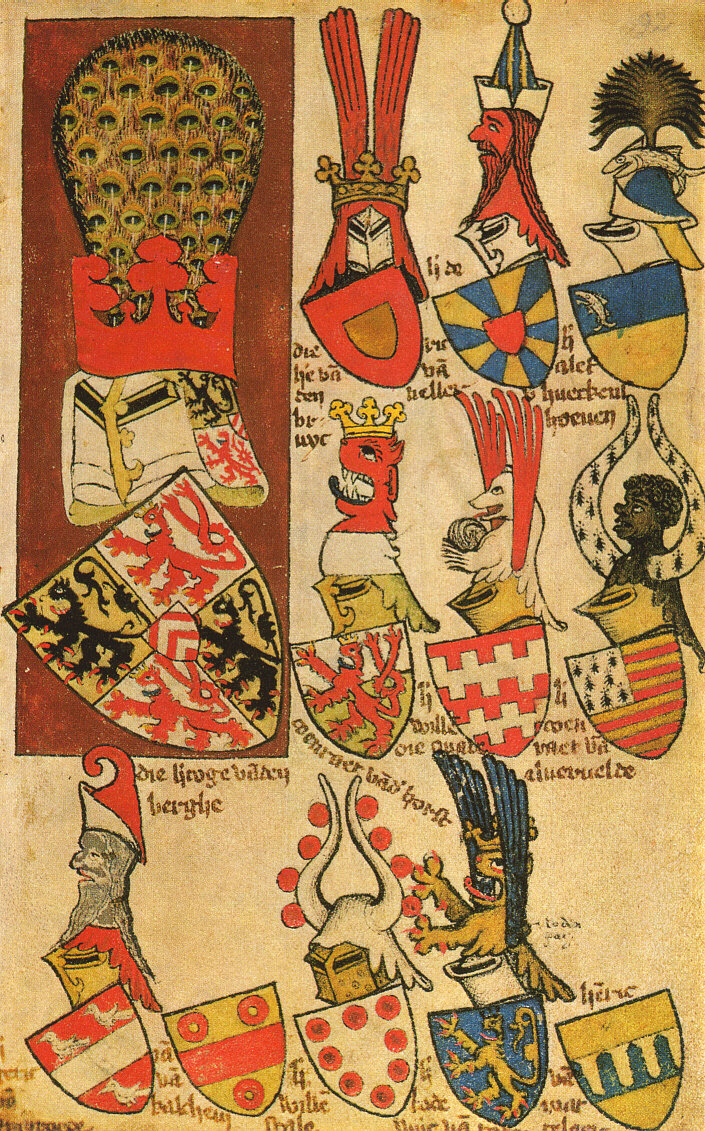
92r lap, a bergi hercegség címere
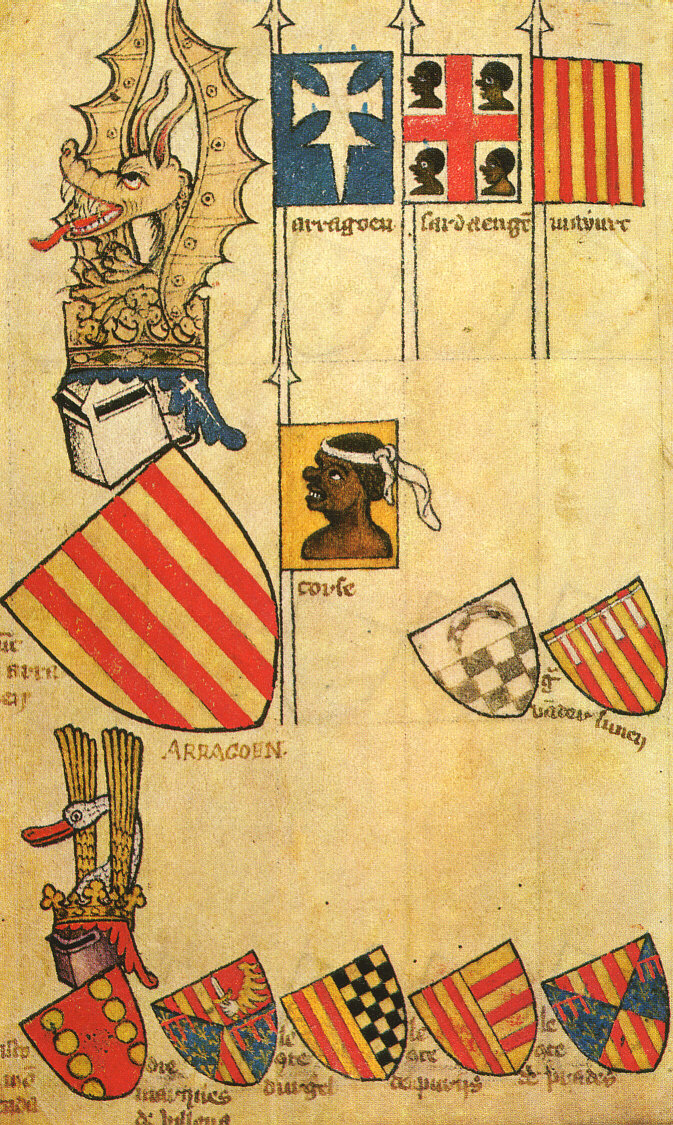
62 r lap, a katalán-aragón címer
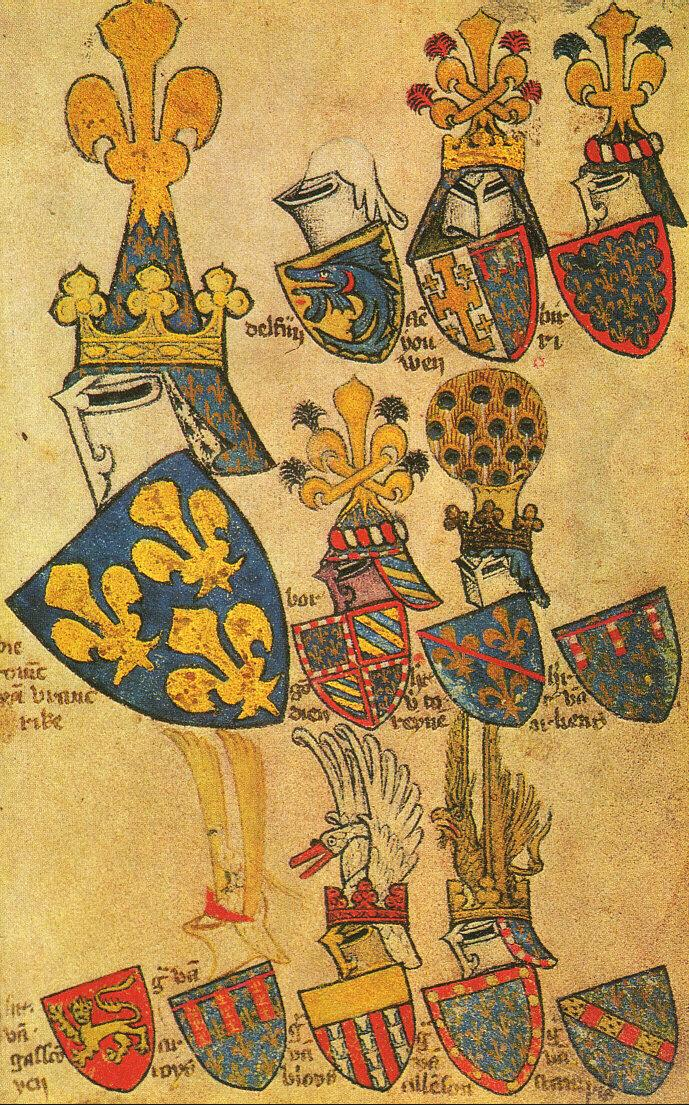
46 r lap, Franciaország címere

Képek a Bellenville címerkönyvből
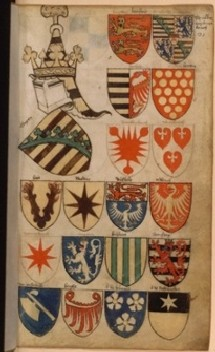
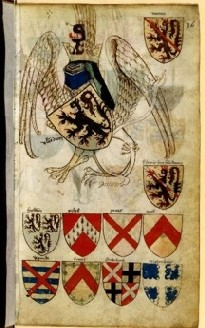
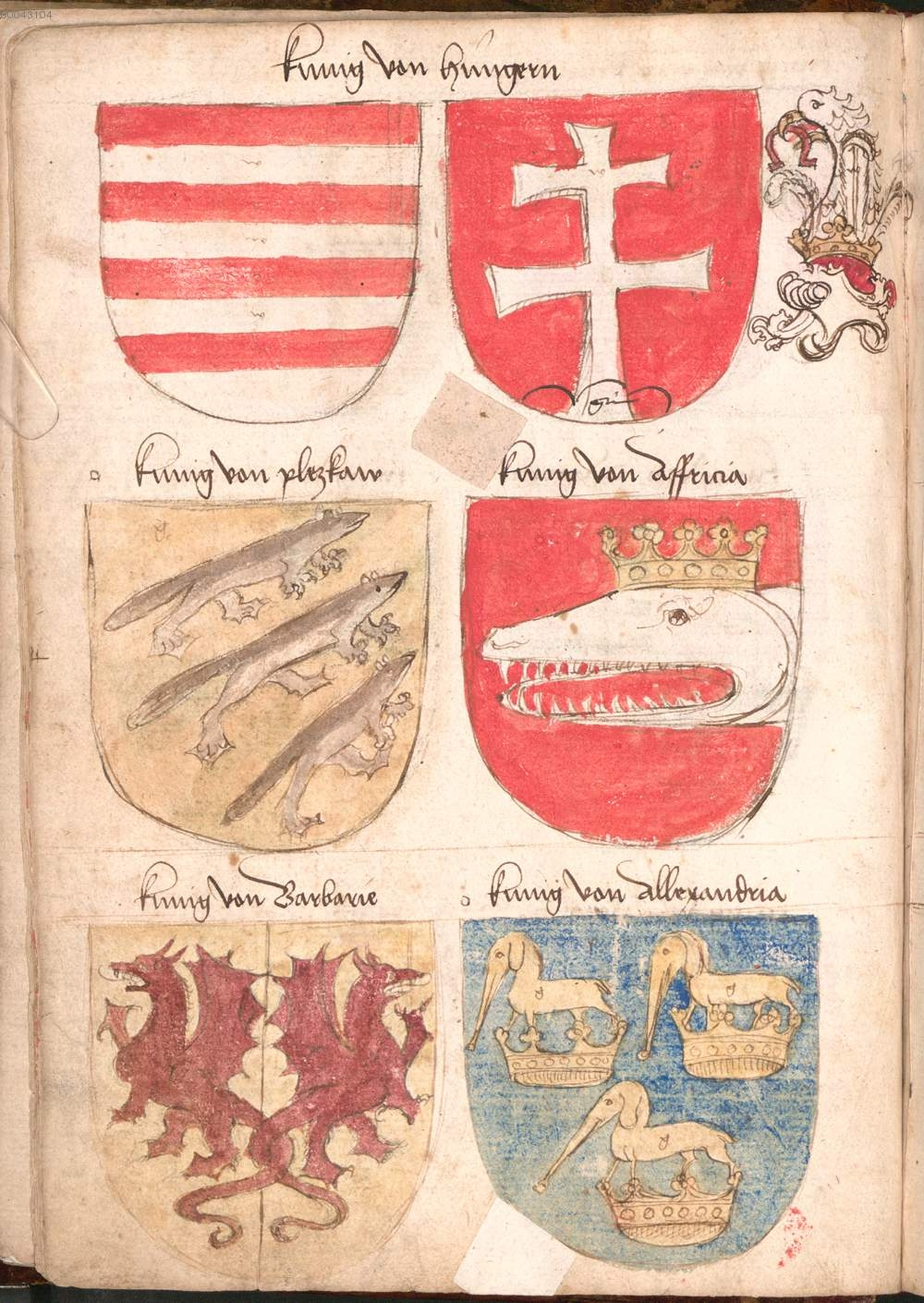
Armorial Bellenville címerkönyv lapja, felül magyar címerpajzsok és Anjou sisakdísz

## Külső hivatkozások
- Gelre herold címerkönyvének összes címerleírása és címerpajzsa:
- A mű lengyel és magyar vonatkozású címerei:  Archiválva 2006. szeptember 15-i dátummal a Wayback Machine-ben

## Lásd még
- címerköltő